# Irlande aux Jeux olympiques d'été de 2000
L'Irlande participe aux Jeux olympiques d'été de 2000 à Sydney. Sa délégation est composée de 64 athlètes répartis dans 10 sports et son porte-drapeau est Sonia O'Sullivan. Au terme des Olympiades, la nation se classe 64e ex æquo avec l'Uruguay et le Viêt Nam avec une médaille d'argent chacun. 

## Nombre d'athlètes qualifiés par sport
Voici la liste des qualifiés et sélectionnés Irlandais par sport (remplaçants compris) :
| Sport       | Hommes | Femmes | Total |
| ----------- | ------ | ------ | ----- |
| Athlétisme  | 20     | 12     | 32    |
| Aviron      | 4      | 0      | 4     |
| Badminton   | 0      | 1      | 0     |
| Boxe        | 1      | 0      | 1     |
| Canoë-kayak | 2      | 1      | 3     |
| Cyclisme    | 3      | 2      | 5     |
| Équitation  | 2      | 5      | 7     |

## Liste des médaillés irlandais

### Médailles d'or
Aucun athlète irlandais ne remporte de médaille d'or durant ces JO.

### Médailles d'argent
| Sport                   | Discipline | Sportifs         | Performance    |
| Médailles de bronze : 1 |            |                  |                |
| Athlétisme              | 5 000m (F) | Sonia O'Sullivan | 14 min 41 s 02 |

### Médailles de bronze
Aucun athlète irlandais ne remporte de médaille de bronze durant ces JO.

## Athlétisme

### Hommes
| Athlète                                         | Épreuve              | Séries         | Séries      | Quarts de finale | Quarts de finale | Demi-finales | Demi-finales | Finale          | Finale  |
| Athlète                                         | Épreuve              | Temps          | Rang        | Temps            | Rang             | Temps        | Rang         | Temps           | Rang    |
| ----------------------------------------------- | -------------------- | -------------- | ----------- | ---------------- | ---------------- | ------------ | ------------ | --------------- | ------- |
| Paul Brizzel                                    | 100 m                | 10 s 62        | 6e          | Eliminé          | Eliminé          | Eliminé      | Eliminé      | Eliminé         | Eliminé |
| Paul Brizzel                                    | 200 m                | 20 s 98        | 4e          | Eliminé          | Eliminé          | Eliminé      | Eliminé      | Eliminé         | Eliminé |
| Tom Coman                                       | 400 m                | 46 s 17        | 4e          | Eliminé          | Eliminé          | Eliminé      | Eliminé      | Eliminé         | Eliminé |
| David Matthews                                  | 800 m                | 1 min 48 s 77  | 5e          | Eliminé          | Eliminé          | Eliminé      | Eliminé      | Eliminé         | Eliminé |
| James Nolan                                     | 1 500 m              | 3 min 40 s 50  | 9e          | Eliminé          | Eliminé          | Eliminé      | Eliminé      | Eliminé         | Eliminé |
| Mark Carroll                                    | 5 000 m              | 13 min 30 s 60 | 7e          | Eliminé          | Eliminé          | Eliminé      | Eliminé      | Eliminé         | Eliminé |
| Peter Coghlan                                   | 110 m haies          | 14 s 03        | 6e          | 13 s 86          | 7e               | Eliminé      | Eliminé      | Eliminé         | Eliminé |
| Tom McGuirk                                     | 400 m haies          | 51 s 73        | 7e          | Eliminé          | Eliminé          | Eliminé      | Eliminé      | Eliminé         | Eliminé |
| John McAdorey Gary Ryan Tom Comyns Paul Brizzel | Relais 4 × 100 m     | 39 s 26        | 4e          | Eliminé          | Eliminé          | Eliminé      | Eliminé      | Eliminé         | Eliminé |
| Junior McKee Tom Coman Rob Daly Paul Opperman   | Relais 4 × 400 m     | 3 min 07 s 42  | 3e          | Eliminé          | Eliminé          | Eliminé      | Eliminé      | Eliminé         | Eliminé |
| Robbie Heffernan                                | 20 kilomètres marche | Non disputé    | Non disputé | Non disputé      | Non disputé      | Non disputé  | Non disputé  | 1 h 26 min 04 s | 28e     |
| Jamie Costin                                    | 50 kilomètres marche | Non disputé    | Non disputé | Non disputé      | Non disputé      | Non disputé  | Non disputé  | 4 h 24 min 22 s | 38e     |

| Athlète        | Épreuve           | Qualification | Qualification | Finale      | Finale  |
| Athlète        | Épreuve           | Performance   | Rang          | Performance | Rang    |
| -------------- | ----------------- | ------------- | ------------- | ----------- | ------- |
| Brendan Reilly | Saut en hauteur   | 2,20 m        | 23e           | Eliminé     | Eliminé |
| Nick Sweeney   | Lancer du disque  | 57,37 m       | 36e           | Eliminé     | Eliminé |
| John Menton    | Lancer du disque  | 54,21 m       | 40e           | Eliminé     | Eliminé |
| Paddy McGrath  | Lancer du marteau | 67,00 m       | 41e           | Eliminé     | Eliminé |
| Terry McHugh   | Lancer du javelot | 79,90 m       | 20e           | Eliminé     | Eliminé |

### Femmes
| Athlète                                                  | Épreuve              | Séries         | Séries      | Quarts de finale | Quarts de finale | Demi-finales | Demi-finales | Finale          | Finale            |
| Athlète                                                  | Épreuve              | Temps          | Rang        | Temps            | Rang             | Temps        | Rang         | Temps           | Rang              |
| -------------------------------------------------------- | -------------------- | -------------- | ----------- | ---------------- | ---------------- | ------------ | ------------ | --------------- | ----------------- |
| Sarah Reilly                                             | 100 m                | 11 s 56        | 3e          | 11 s 53          | 7e               | Eliminé      | Eliminé      | Eliminé         | Eliminé           |
| Sarah Reilly                                             | 200 m                | 23 s 43        | 5e          | Eliminé          | Eliminé          | Eliminé      | Eliminé      | Eliminé         | Eliminé           |
| Karen Shinkins                                           | 400 m                | 53 s 27        | 4e          | Eliminé          | Eliminé          | Eliminé      | Eliminé      | Eliminé         | Eliminé           |
| Sinéad Delahunty                                         | 1 500 m              | 4 min 11 s 75  | 7e          | Eliminé          | Eliminé          | Eliminé      | Eliminé      | Eliminé         | Eliminé           |
| Sonia O'Sullivan                                         | 5 000 m              | 15 min 07 s 91 | 1er         | Non disputé      | Non disputé      | Non disputé  | Non disputé  | 14 min 41 s 02  | Médaille d'argent |
| Rosemary Ryan                                            | 5 000 m              | 15 min 33 s 05 | 8e          | Eliminé          | Eliminé          | Eliminé      | Eliminé      | Eliminé         | Eliminé           |
| Breda Dennehy-Willis                                     | 5 000 m              | 15 min 49 s 58 | 13e         | Eliminé          | Eliminé          | Eliminé      | Eliminé      | Eliminé         | Eliminé           |
| Sonia O'Sullivan                                         | 10 000 m             | 32 min 29 s 93 | 7e          | Non disputé      | Non disputé      | Non disputé  | Non disputé  | 30 min 53 s 37  | 6e                |
| Breda Smith-Willis                                       | 10 000 m             | 33 min 17 s 45 | 11e         | Eliminé          | Eliminé          | Eliminé      | Eliminé      | Eliminé         | Eliminé           |
| Susan Smith-Walsh                                        | 400 mètres haies     | 57 s 08        | 4e          | Eliminé          | Eliminé          | Eliminé      | Eliminé      | Eliminé         | Eliminé           |
| Karen Shinkins Martina McCarthy Emily Maher Ciara Sheehy | Relais 4 × 400 m     | 3 min 32 s 24  | 6e          | Eliminé          | Eliminé          | Eliminé      | Eliminé      | Eliminé         | Eliminé           |
| Gillian O'Sullivan                                       | 20 kilomètres marche | Non disputé    | Non disputé | Non disputé      | Non disputé      | Non disputé  | Non disputé  | 1 h 33 min 10 s | 10e               |
| Olive Loughnane                                          | 20 kilomètres marche | Non disputé    | Non disputé | Non disputé      | Non disputé      | Non disputé  | Non disputé  | 1 h 38 min 23 s | 35e               |

## Aviron

### Hommes
| Athlète(s)                                             | Compétition                      | Série         | Série | Repêchage     | Repêchage | Demi-finale   | Demi-finale | Finale                 | Finale |
| Athlète(s)                                             | Compétition                      | Temps         | Rang  | Temps         | Rang      | Temps         | Rang        | Temps                  | Rang   |
| ------------------------------------------------------ | -------------------------------- | ------------- | ----- | ------------- | --------- | ------------- | ----------- | ---------------------- | ------ |
| Neal Byrne Neville Maxwell Gearoid Towey Tony O'Connor | Quatre sans barreur poids légers | 6 min 18 s 94 | 5e    | 6 min 13 s 00 | 3e        | 6 min 10 s 30 | 5e          | Finale B 6 min 09 s 84 | 5e     |

## Badminton

### Femmes
| Athlète      | Compétition  | 1/32 de finale   | 1/16 de finale     | 1/8 de finale    | Quarts de finale | Demi-finales     | Finale           | Finale 3eplace   | Rang    |
| Athlète      | Compétition  | Adversaire Score | Adversaire Score   | Adversaire Score | Adversaire Score | Adversaire Score | Adversaire Score | Adversaire Score | Rang    |
| ------------ | ------------ | ---------------- | ------------------ | ---------------- | ---------------- | ---------------- | ---------------- | ---------------- | ------- |
| Sonya McGinn | Simple dames | Non disputé      | Défaite Audina 0-2 | Eliminé          | Eliminé          | Eliminé          | Eliminé          | Eliminé          | Eliminé |

## Boxe

### Hommes
| Athlète       | Catégorie    | 16e de finale        | 8e de finale        | Quart de finale     | Demi-finale         | Finale              |
| Athlète       | Catégorie    | Adversaire Résultat  | Adversaire Résultat | Adversaire Résultat | Adversaire Résultat | Adversaire Résultat |
| ------------- | ------------ | -------------------- | ------------------- | ------------------- | ------------------- | ------------------- |
| Michael Roche | Poids moyens | Défaite Turquie 4-17 | Eliminé             | Eliminé             | Eliminé             | Eliminé             |

## Canoe-Kayak

### Slalom

#### Hommes
| Athlète   | Compétition | Éliminatoires | Éliminatoires | Finale  | Finale  |
| Athlète   | Compétition | Temps         | Rang          | Temps   | Rang    |
| --------- | ----------- | ------------- | ------------- | ------- | ------- |
| Ian Wiley | K1          | 266.42        | 16e           | Eliminé | Eliminé |

#### Femmes
| Athlète               | Compétition | Éliminatoires | Éliminatoires | Finale  | Finale  |
| Athlète               | Compétition | Temps         | Rang          | Temps   | Rang    |
| --------------------- | ----------- | ------------- | ------------- | ------- | ------- |
| Eadaoin Ni Challarain | K1          | 331.49        | 18e           | Eliminé | Eliminé |

### Course en ligne

#### Hommes
| Athlète    | Compétition | Éliminatoires  | Éliminatoires | Demi-finales   | Demi-finales | Finale  | Finale  |
| Athlète    | Compétition | Temps          | Rang          | Temps          | Rang         | Temps   | Rang    |
| ---------- | ----------- | -------------- | ------------- | -------------- | ------------ | ------- | ------- |
| Gary Mawer | K1 500m     | 1 min 49 s 705 | 8e            | Eliminé        | Eliminé      | Eliminé | Eliminé |
| Gary Mawer | K1 1000m    | 3 min 45 s 787 | 6e            | 3 min 50 s 363 | 9e           | Eliminé | Eliminé |

## Cyclisme

### Route

#### Hommes
| Athlète      | Compétition     | Temps           | Rang |
| ------------ | --------------- | --------------- | ---- |
| Ciarán Power | Course en ligne | 5 h 34 min 58 s | 73e  |
| David McCann | Course en ligne | 5 h 30 min 46 s | 42e  |

#### Femmes
| Athlète        | Compétition     | Temps | Rang |
| -------------- | --------------- | ----- | ---- |
| Deirdre Murphy | Course en ligne | DNF   | /    |

### BMX

#### Hommes
| Athlète       | Compétition   | Temps              | Rang |
| ------------- | ------------- | ------------------ | ---- |
| Robin Seymour | Cross-country | 2 h 20 min 40 s 19 | 28e  |

#### Femmes
| Athlète     | Compétition   | Temps    | Rang |
| ----------- | ------------- | -------- | ---- |
| Tarja Owens | Cross-country | + 1 Tour | 29e  |

## Equitation
| Athlète        | Épreuve             | R1     | R1   | R2      | R2      | R3      | R3      |
| Athlète        | Épreuve             | Points | Rang | Points  | Rang    | Points  | Rang    |
| -------------- | ------------------- | ------ | ---- | ------- | ------- | ------- | ------- |
| Heike Holstein | Dressage individuel | 62.76  | 42e  | Eliminé | Eliminé | Eliminé | Eliminé |

| Athlète                                                            | Compétition                  | Pénalités | Rang |
| ------------------------------------------------------------------ | ---------------------------- | --------- | ---- |
| Trevor Smith                                                       | Concours complet             | 101.80    | 18e  |
| Austin O'Connor                                                    | Concours complet             | 97.00     | 17e  |
| Patricia Donegan-Ryan Susan Shortt Nicola Cassidy Virginia McGrath | Concours complet par équipes | 270.00    | 5e   |